# コンウェイ (ニューハンプシャー州)
コンウェイ（英: Conway）は、アメリカ合衆国ニューハンプシャー州キャロル郡の町である。人口は9,822人（2020年）で、キャロル郡では最多である。町の西部と北部にはホワイト山国立の森の一部が入っている。カセドラル・レッジ(クライマーに人気）とエコー湖が町の西部にある。町内にあるビレッジとしては、コンウェイ（国勢調査指定地域）、ノースコンウェイ、センターコンウェイ、レッドストーン、キアサージと、インターベイルの部分がある。

## 歴史

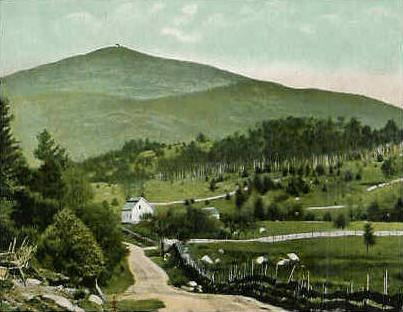
キアサージ山、1910年

コンウェイとなった地域には昔、アルゴンキン語族の言語を話すアベナキ族インディアンであるペクァケット族が住んでいた。ソコー川沿いで漁労、狩猟、農耕を行い、防御柵の内側にウィグワムを建ててすんでいた。1642年、ニューハンプシャーのエクセターの探検家ダービー・フィールドがカヌーでソコー川を遡り、現在のコンウェイからフライバーグ（メイン州）まで伸びるインディアンの社会、「ピグワケット」を見たことを報告した。ペクァケット族は恐らくヨーロッパ由来の天然痘によってその人口を減らした。1725年5月、ダマーの戦争のときに、マサチューセッツのダンスタブルからジョン・ラブウェルが率いた36名の兵士がペクァケット族と小競り合いを行った。ペクァケットの損失は不明だが、この日の戦闘の結果として、ペクァケット族はこの地域から居なくなることになった。
1765年、ニューハンプシャー植民地総督のベニング・ウェントワースが65人の者が「コンウェイ」を設立するために土地を払い下げた。その名はイギリス陸軍の総司令官ヘンリー・シーモア・コンウェイにちなむものだった。この土地を保つために、ある開拓者は持ち株の50毎に5エーカーを (20,000 m²) を耕す必要があり、しかも5年以内に行う必要があった。1766年に最初の道路が建設された。最初の集会所の建設はレッドストーンで始められた。それが完成されることはなく、夏の間のみ使うことができたので、牧師が来たときに礼拝が行われた。最終的に部分的に完成していた集会所がセンターコンウェイに移された。1775年、町は3つの学校舎を建てるための少額の資金を集めた。その1つはノースコンウェイに建てられた。しかし、1849年までに町は20の学区があるようになっていた。
19世紀半ば、芸術家達がホワイト山地のロマンチックな美しさを発見し、「アーティスト・フォールズ・ブルック」という名前の森は風景画の絶好の写生場所になった。イギリス国王エドワード7世はウィンザー城に掲げるためにホワイト山の絵画12点を買いあげた。ここで活動した画家の中には、アッシャー・ブラウン・デュランドや ベンジャミン・チャンプニーらがいて、特にチャンプニーは、コンウェイに家を買い、仲間の画家とワシントン山などのホワイト山地の風景を描いたことで知られている。

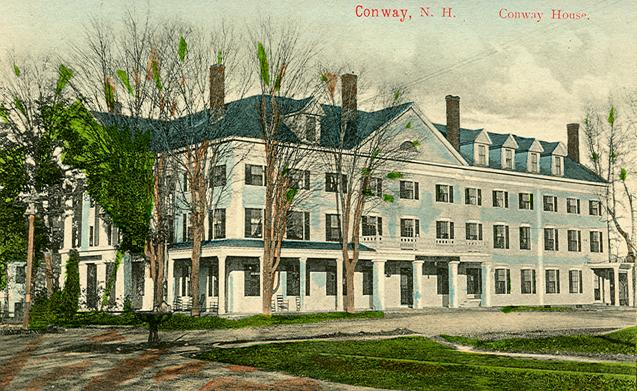
コンウェイ・ハウス、1910年頃

ポーツマス・グレートフォールズ・アンド・コンウェイ鉄道が1871年にコンウェイを通って開通した。この鉄道はボストン・アンド・メイン鉄道が買収し、ライバルのメイン・セントラル鉄道と町の中で接続された。鉄道はコンウェイから大半が木材と木製品の貨物を運び出し、また観光客を運んできた。19世紀から20世紀には多くの宿屋や酒場が建てられ、観光は今日でも主要産業のままである。1936年、クランモア山で最初のスキー場の影響が始まり、オーストリアのハンネス・シュナイダーが1939年にスキー教室を始めた。1959年、カンカマガス・ハイウェイが開通し、コンウェイとリンカンを結んだ。カンカマガス峠を通り、ペナクック族インディアンの酋長にちなんで名付けられ、最高標高は2,850フィート (870 m) あり、ニューハンプシャー州では最も高い所にある舗装済み通過可能な道路となった。
1930年代以降、近くにあるバーリン市の人口が著しく減少した。1930年に20,018人だったものが2010年には半減して10,051人となった。この減少に、コンウェイ町や周辺の町での人口減少も加わり、ニューハンプシャー州北部の他地域よりもコンウェイ地域で高い水準の経済開発を促すことになった。コンウェイは観光に基づいた経済とサービス業の経済がある。2002年時点で、町で最大の雇用主は350人を雇用する記念病院であり、次にコンウェイ教育学区、ハナフォード兄弟社、レッドジャケット・リゾーツ、ウォルマートがある。

## 地理
アメリカ合衆国国勢調査局に拠れば、町域全面積は71.7平方マイル (186 km2)であり、このうち陸地69.4平方マイル (180 km2)、水域は2.2平方マイル (5.7 km2)で水域率は3.15% である。町内をソコー川、スウィフト川が流れている。町内最高地点は標高2,369フィート (722 m) のブラックキャップである。町の全体がソコー川流域に入っている。

### ビレッジ
コンウェイの町内は多くのビレッジに分割できる。その最大でかつよく知られたものはノースコンウェイである。その結果「ノースコンウェイ」という名称はコンウェイ全体をさすものに使われることも多い。
次のようなビレッジがある。
- コンウェイ・ビレッジ（国勢調査指定地域）
- ノースコンウェイ
- センターコンウェイ
- レッドストーン
- キアサージ
- インターベイル

## 人口動態

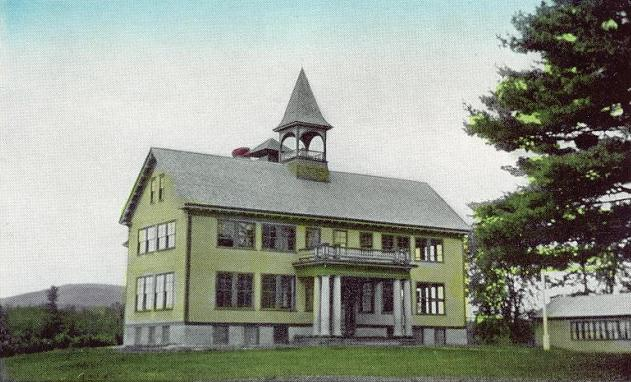
コンウェイ・グラマースクール、1915年頃

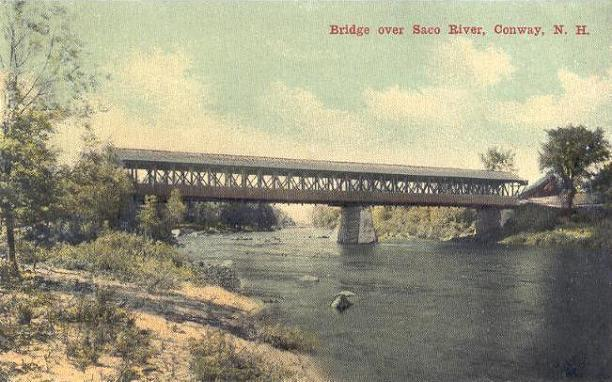
ソコー川に架かる橋、1911年

以下は2010年国勢調査による人口統計データである。
| 基礎データ - 人口: 10,115 人 - 世帯数: 4,479 世帯 - 家族数: 2,638 家族 - 人口密度: 56.3人/km2（145.7 人/mi2） - 住居数: 6,921 軒 - 住居密度: 38.5軒/km2（99.7 軒/mi2） 人種別人口構成 - 白人: 96.9% - アフリカン・アメリカン: 0.3% - ネイティブ・アメリカン: 0.4% - アジア人: 1.0% - 太平洋諸島系: 0.04% - その他の人種: 0.2% - 混血: 1.2% - ヒスパニック・ラテン系: 1.0% 年齢別人口構成 - 18歳未満: 19.7% - 18-24歳: 6.8% - 25-44歳: 24.3% - 45-64歳: 32.1% - 65歳以上: 17.2% - 年齢の中央値: 45歳 - 性比（女性100人あたり男性の人口） - 総人口: 96.8 - 18歳以上: 92.9 | 世帯と家族（対世帯数） - 18歳未満の子供がいる: 25.7% - 結婚・同居している夫婦: 43.9% - 未婚・離婚・死別女性が世帯主: 10.4% - 非家族世帯: 41.1% - 単身世帯: 32.1% - 65歳以上の老人1人暮らし: 11.4% - 平均構成人数 - 世帯: 2.22人 - 家族: 2.78人 収入と家計 - 収入の中央値 - 世帯: 44,700米ドル - 家族: 52,083米ドル - 性別 - 男性: 36,337米ドル - 女性: 32,525米ドル - 人口1人あたり収入: 25,427米ドル - 貧困線以下 - 対人口: 12.5% - 対家族数: 5.6% - 18歳未満: 16.2% - 65歳以上: 13.2% |

## 経済

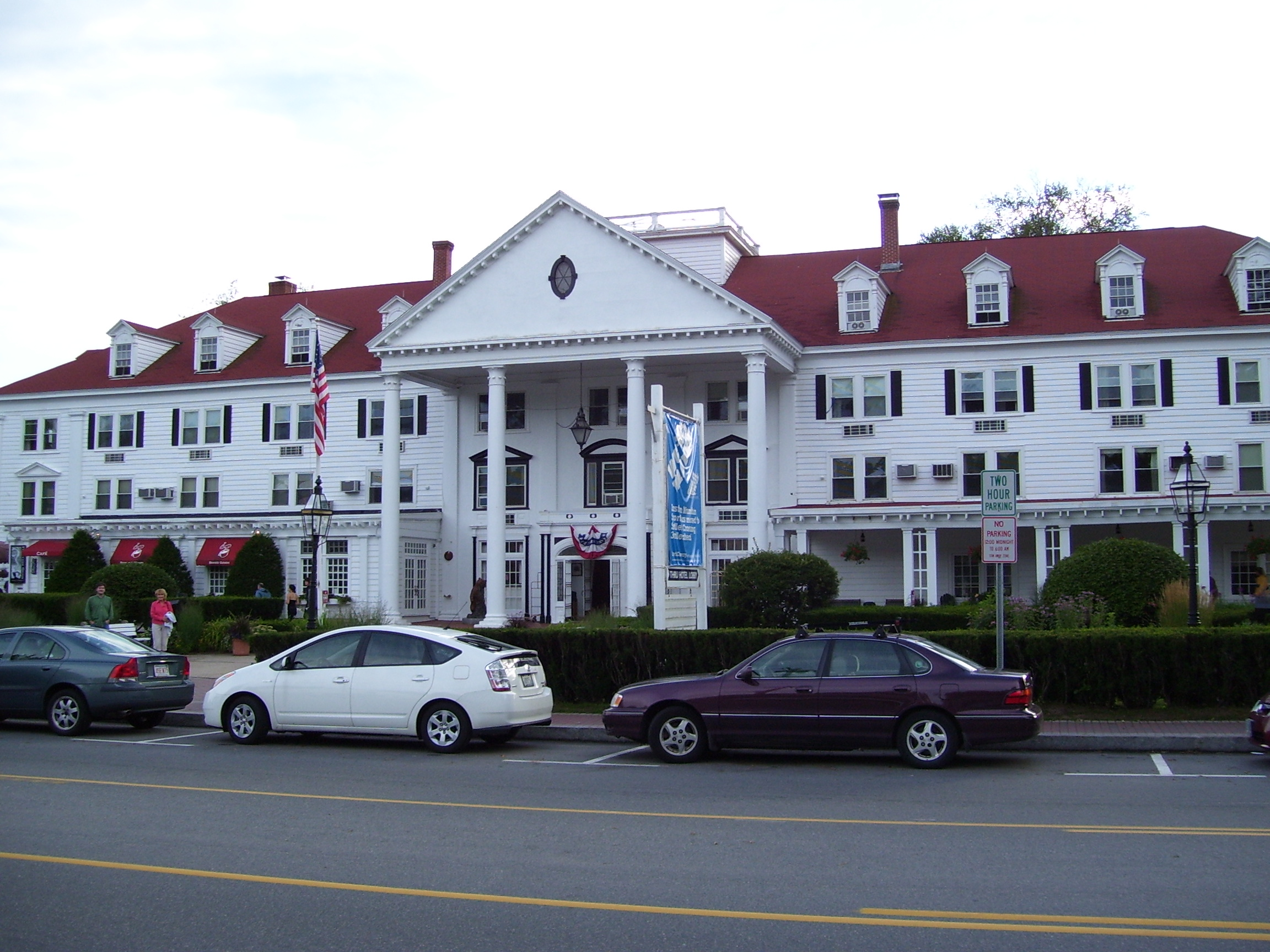
イースタン・スロープ・イン

観光業がコンウェイ経済で重要な役割を果たしており、町からはホワイト山地に行くことができる。クランモア山リゾートというスキー場があり、近くの町にも幾つかある。ノースコンウェイがアウトレットや百貨店のある主要なショッピング地である。ホテル、ベッド・アンド・ブレックファースト、宿屋がどのビレッジにもあり、ノースコンウェイの歴史あるイースタン・スロープ・インが有名である。
観光業に加えて、マウント・ワシントン・バレー経済委員会は、工業団地や経済援助を通じて技術主導産業を成長させてきた。地域最大の技術主導雇用主は電子カルテ記録用ソフトウェア開発のエコー・グループである。
キャロル郡人口の21.15％がコンウェイ町に住んでおり、町は郡全体の他にメイン州西部田園地帯の商業中心となっており、アメリカ国道302号線やニューハンプシャー州道16号線沿いに開発が進んでいる。工場アウトレット店の他に、郊外型大規模店、スーパーマーケット、レストラン、ホテルもある。

## 町政府
コンウェイは町政委員会・町マネジャー方式の政府を採用している。町政委員は5人であり、町マネジャーが1人である。1956年からこの方式を採用してきた。

## 教育

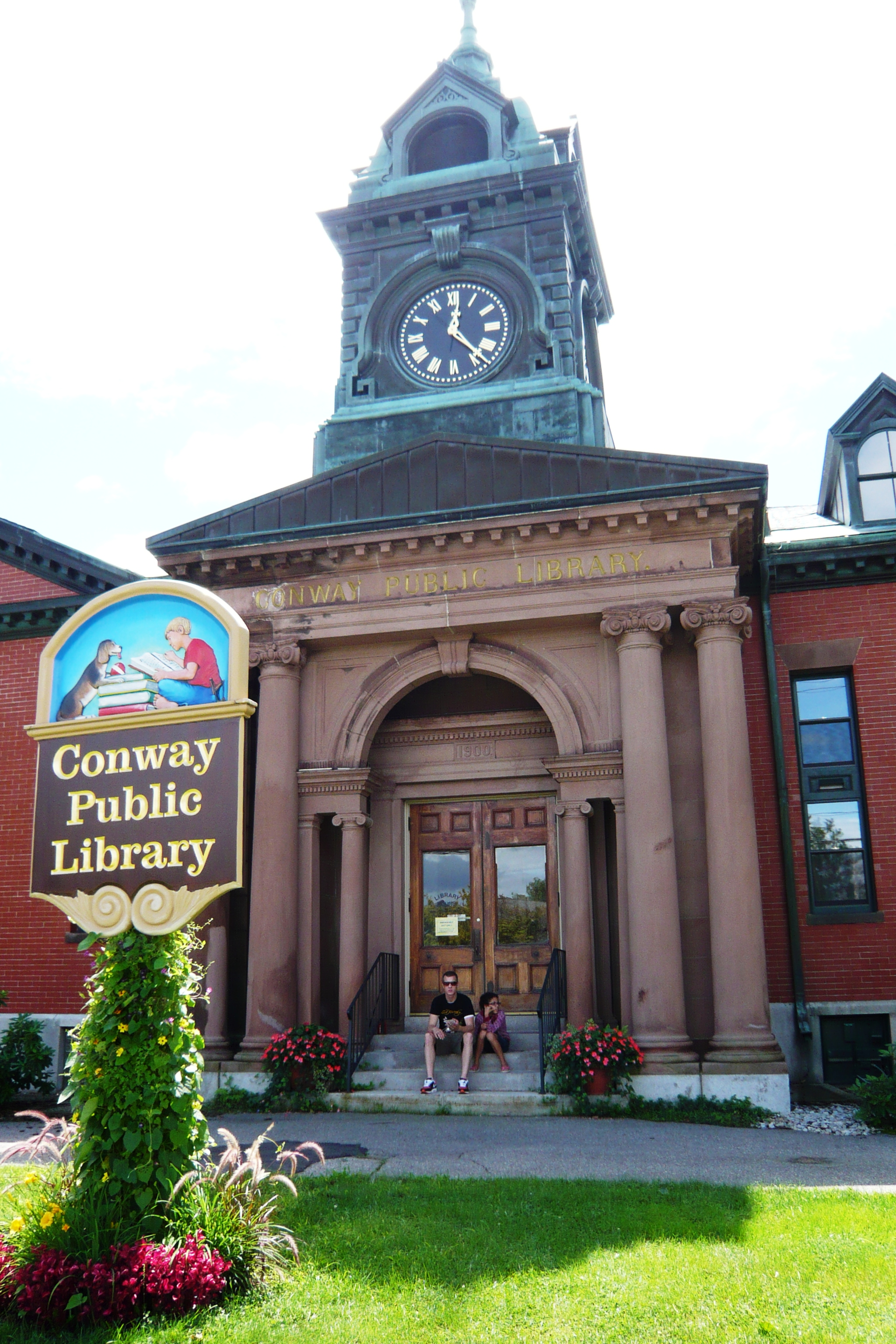
コンウェイにある図書館

### 高校
- ケネット高校

### 小中学校
- A・クロスビー・ケネット中学校
- コンウェイ小学校
- パインツリー学校
- ジョン・フラー小学校

A・クロスビー・ケネット高校は1923年に建設され、2007年までコンウェイ・ビレッジのメインストリート176にあったが、この年にレッドストーン近くに新しい校舎ができた。元の校舎には現在中学校が入っている。
ホワイト山ウォルドーフ学校は独立系私立学校であり、1年生から8年生までの教育と、幼稚園、就学前の保育を行っている。この学校は2008年に現在の70エーカー (280,000 m²) あるキャンパスに移ってきた。

### カレッジ
- グラニット州立カレッジ
- ホワイト山地コミュニティカレッジ[11]

## 文化
コンウェイは人気のあるホワイト山国立の森の中央に位置し、州内のバートレット、ジャクソン、マディソン、チャタム、イートン、ハーツロケーション、オルバニーの各町の他、メイン州フライバーグ、ブラウンフィールド、ラバエル、ストウなどの商業中心である。多くのレストラン、2つの地ビール発酵所、年中運営のクランモア山リゾート、100以上の土地の店舗や全国チェーンの店舗、幾つかの博物館や劇場がある。

### 劇場と博物館
ワシントン山バレー劇団はイースタン・スロープ・インを本拠にしている。M&D プロダクションズは地元のコミュニティ劇団である。
ワシントン山天文台の気象発見センターがノースコンウェイ中心街にあり、ワシントン山に関する情報を提供し、対話型展示を行っている。また山を取り巻く気象情報も提供し、頂上にいる観測者と観光客がビデオ会議を開く機会を提供している。

### 見どころ
- コンウェイ観光列車
- エコー湖州立公園[14]
- タッカーマン・ブルーイング・カンパニー（地ビール）
- サルヤーズ芸術センター[15]
- イーストマン・ロード博物館[16]
- ニューイングランド・スキー博物館、ノルディックスキー展示場[17]

## インフラ

### 交通
ニューハンプシャー州道16号線がコンウェイを通る幹線道であり、南のポーツマスからコンウェイ・ビレッジを通り、北のノースコンウェイに行ってアメリカ国道302号線に接続する。この国道は南東のメイン州ポートランドに向かう。北はバートレットに向かう。カンカマガス・ハイウェイはコンウェイとリンカンを結んでいる。
公共バスはトリ・カウンティ・コミュニティ・アクション・プログラム Inc.が運行している。このサービスはブルー・ルーンと呼ばれ、週5日間の運行を行っている。
民間のシャトルバスもノースコンウェイのビレッジで運行されている。カーミック・コネクション・コーチと呼ばれ、キャブサービスのファスト・タクシーが運営し、週7日間運行され、「貴方が払えるだけを払う」システムにしている。
最寄りの空港はメイン州フライバーグにある一般用途空港のイースタン・スロープ地域空港である。商業定期便はメイン州ポートランド市のポートランド国際ジェットポートや、ニューハンプシャー州マンチェスターのマンチェスター・ボストン地域空港がある。コンコード・コーチ・ラインズがコンウェイとマンチェスターの間でバスを運行している。

### 病院
記念病院がノースコンウェイにあり、24時間救急医療部がある。

## メディア
無料の「コンウェイ・デイリー・サン」がコンウェイ町で発行されている。その他に「キャロル郡インデペンデント」と「マウンテン・イアー」も購読できる。地元アウトサイド・テレビジョンはノースコンウェイから全国ネット放送を流している。WHOMなどラジオ局も幾つかある。
パブリック・アクセス・ネットワークのバレー・ビジョンはケーブルテレビで見られる。コンウェイ・コミュニティ・テレビジョンの名で放送を流している。